# Gilbert Chénier
Gilbert Chénier (né le 12 mars 1936 à Ottawa, mort le 20 septembre 1975 à Montréal) est un acteur, scénariste, auteur et chanteur québécois.

## Biographie
Il commence sa carrière en 1957-1958 à la radio, en tant qu'animateur d'une émission fantaisiste diffusée sur les ondes de CKCH à Hull. Quelques années plus tard, il se tourne vers la comédie en rejoignant la troupe du P'tit théâtre d'Ottawa. Par la suite, il anime une émission pour enfants chaque samedi matin, où il découvre son talent pour les intéresser.
En 1960, il incarne entre autres, le personnage de l'ours Paillasse dans la série télévisée La Boîte à Surprise. Il participe ensuite à des émissions telles que Jeunes visages, Le Bonheur des autres, Bidule de Tarmacadam, Les Belles Histoires des pays d'en haut et Le Paradis terrestre.  On le voit également dans le téléthéâtre C'est toujours la même histoire écrit par Claude Jasmin et André Boucher.
C'est lors de la série télévisée Vaudeville que Jacques Desrosiers et Gilbert Chénier sont amenés à travailler ensemble pour la première fois. Dès le début, une véritable alchimie se crée entre eux. Jacques Desrosiers décrit Gilbert Chénier comme un « gros bonhomme sympathique » dans son autobiographie, et il devient rapidement un collaborateur essentiel. Par la suite, on leur confie l'animation d'une nouvelle série intitulée Café Terrasse.
C'est donc grâce à ses talents reconnus de comédien, de scripteur, de chanteur et de compositeur que Chénier est recommandé par Jacques Desrosiers pour écrire les textes de Patofville. En réalité, c'est Chénier lui-même qui avait suggéré à Desrosiers d'accepter le rôle de Patof pour la série télévisée Le cirque du Capitaine. Au départ, Desrosiers avait été approché par un réalisateur de Télé-Métropole et avait pris cette offre comme une insulte. Il se demandait pourquoi ils ne choisissaient pas un jeune comédien qu'ils pouvaient maquiller et faire jouer le rôle de clown. Chénier, quant à lui, l'a encouragé à accepter en lui disant que, en tant que comédien, il devrait être capable de jouer le rôle de clown, qui n'est finalement qu'un rôle comme un autre.
Chénier, en plus d'incarner le sympathique Monsieur Polpon, est également l'auteur des textes des émissions. Il participe à la composition et même à l'enregistrement des chansons, ainsi qu'à l'élaboration d'une bande dessinée mettant en scène Patof.
Malheureusement, un peu plus de deux ans après le début de Patofville, alors que Patof connaît un succès retentissant et est devenu une véritable entreprise, Gilbert Chénier décède des suites de troubles hépatiques, à l'âge de seulement 39 ans. Chénier, qui était l'esprit créatif derrière l'émission, laisse un immense vide.
Pour Desrosiers, c'est un choc terrible. Il vient de perdre son meilleur ami, son confident, son conseiller, la personne en qui il avait le plus confiance. Au salon funéraire, les visiteurs viennent rendre hommage à Monsieur Polpon tout au long de la journée. Jacques Desrosiers raconte : « J'aurais préféré que les enfants ne voient pas Polpon dans cet état! (...) Pour les enfants, c'était bizarre. Polpon leur policier bonbon, comme disait si bien une de ses chansons, était parti quelque part au ciel.. »
Gilbert Chénier a joué plusieurs rôles au théâtre, notamment dans Le petit bonheur de Félix Leclerc, Tu voleras moins de Dario Fo, Hier, les enfants dansaient de Gratien Gélinas ainsi que dans la comédie musicale Monica la mitraille de Michel Conte à la PdA de Montréal en 1968.
Il a également participé à plusieurs opérettes dont La veuve joyeuse de Franz Lehar, La belle hélène d'Offenbach, ainsi qu'à plusieurs revues en compagnie de Clémence DesRochers et Yvon Deschamps.

## Filmographie
- 1956? : La Boîte à Surprise (série télévisée) : un ours et un Sheriff, Jonas dans O.K. Shérif
- 1958 : Le Maître du Pérou
- 1959 : Jeunes visages (série télévisée)
- 1964 : Trouble-fête de Pierre Patry : Mike
- 1965 : Le Bonheur des autres (série télévisée)
- 1965 : Cré Basile (série télévisée) : M. Labelle
- 1965 : La Corde au cou : le chauffeur
- 1968 : Les Belles Histoires des pays d'en haut (série télévisée) : Jujube
- 1968 : Le Paradis terrestre (série télévisée) : Marcel Bourgeois
- 1969 : Bidule de Tarmacadam (série télévisée) : Me Piochon
- 1970 : Vaudeville (série télévisée)
- 1972 : Café Terrasse (série télévisée)
- 1972-1975 : Mon ami (série télévisée)
- 1973-1975 : Patofville (série télévisée) : scripteur et personnage monsieur Polpon
- 1974 : La Gammick : Raoul
- 1975 : Patof raconte (série télévisée) : scripteur

## Discographie

### Albums
| Année | Album                     | Étiquette | Classement | Notes           |
| ----- | ------------------------- | --------- | ---------- | --------------- |
| 1974  | Polpon – Opération bonbon | Campus    | —          | Album de Polpon |
| 1975  | Gilbert Chénier – Polpon  | Campus    | —          | Album de Polpon |

### Simples
| Année | Simple                                                         | Étiquette | Classement | Notes                   |
| ----- | -------------------------------------------------------------- | --------- | ---------- | ----------------------- |
| 1970  | Maigrir, tango-go – Fret-net-sec                               | Polydor   | —          |                         |
| 1971  | Une job pour Noël – C'est pu pareil                            | Spectrum  | —          | Avec Jacques Desrosiers |
| 1972  | Da da Canada (avec Noël Talarico)– Da da Canada (instrumental) | London    | —          |                         |
| 1974  | Policier bonbon – Prudence                                     | Campus    | —          | Simple de Polpon        |

#### Collaborations et performances en tant qu'artiste invité
| Année | Album                               | Collaborateur   | Notes                                                                                            |
| ----- | ----------------------------------- | --------------- | ------------------------------------------------------------------------------------------------ |
| 1976  | Patofville – Patof et ses amis      | Artistes variés | TeeVee, Compilation                                                                              |
| 2022  | Patof, volume 2 — Patof et ses amis | Artistes variés | Gilbert Chénier interprète « Policier bonbon » et « Prudence » (Les Disques Mérite, compilation) |

### Comme auteur de contes
- 1972 Patof en Russie (Campus, PA 300)[3]
- 1972 Patof chez les esquimaux (Campus, PA 301)[4]
- 1972 Patof chez les coupeurs de têtes (Campus, PA 302)[5]
- 1972 Patof dans la baleine (Campus, PA 303)[6]
- 1972 Patof chez les petits hommes verts (Campus, PA 304)[7]
- 1972 Patof chez les cowboys (Campus, PA 305)[8]
- 2014 L'intégrale de trois albums – Patof chante Noël/Patof chez les esquimaux/Patof en Russie (Spectrum, 5257, Compilation)

### Comme auteur de chansons
- Da da Canada - Enregistrée par Gilbert Chénier
- Patof blou (version pour enfants) - Enregistrée par Jacques Desrosiers
- Patof blou (version politique) - Enregistrée par Jacques Desrosiers
- On m'applaudit - Enregistrée par Jacques Desrosiers
- Patofville - Enregistrée par Jacques Desrosiers
- Quand Patof pleure - Enregistrée par Jacques Desrosiers
- Bienvenue dans ma bottine - Coécrite et enregistrée par Jacques Desrosiers
- Patofleur - Enregistrée par Jacques Desrosiers
- J'aime les animaux - Enregistrée par Jacques Desrosiers
- Le singe de Luc - Enregistrée par Jacques Desrosiers
- Gregor - Enregistrée par Jacques Desrosiers
- La gigue des Patofvillois - Enregistrée par Jacques Desrosiers
- Le roi des espions - Enregistrée par Roger Giguère
- Je suis bon malgré tout - Enregistrée par Roger Giguère
- Policier bonbon - Enregistrée par Gilbert Chénier
- Prudence - Enregistrée par Gilbert Chénier
- Koi Koi ayaho - Coécrite avec Jacques Desrosiers, enregistrée par Clovis Dumont
- Une vie de chien - Enregistrée par Roger Giguère
- Je n'aime pas les chats - Enregistrée par Roger Giguère
- Avec les dix doigts - Coécrite et enregistrée par Madeleine Arbour
- Bricolons - Coécrite et enregistrée par Madeleine Arbour
- Pour tromper l'ennemi - Enregistrée par Roger Giguère
- Mon costume - Enregistrée par Roger Giguère
- En pleine face - Enregistrée par Roger Giguère
- Je ne joue plus à la guerre - Enregistrée par Roger Giguère
- La théière de Polpon - Enregistrée par Gilbert Chénier
- Turlututu - Enregistrée par Gilbert Chénier
- Sur la lune - Enregistrée par Gilbert Chénier
- Ma blanche Sibérie - Enregistrée par Jacques Desrosiers